# ピーター・メイシ―
ピーター・メイシ―（Peter Macy）は、アメリカ合衆国出身のテレビタレント、Twitchストリーマー、YouTuber、ポッドキャストのプレゼンター、英会話講師、元外国語指導助手（ALT）。NHK WORLDの番組『クールジャパン』の米国代表パネリストとして知られる。Twitchのゲーム実況者としても知られ、登録者数は17万人である。

## 来歴
母国の大学では演劇を専攻しながら日本史を学ぶ。
2011年：26歳でJETプログラムの外国語指導助手（ALT）として来日。東日本大震災発生後に3カ月の契約で新潟県の5つの小学校と4つの中学校に英語講師として配属される。同年、ALT契約終了後に民間企業で英会話講師として就労を始める。
2013年～2021年：NHK WORLDの番組『クールジャパン』にて8年間米国代表のパネリストを務める。
2020年6月：Tokyo Creative株式会社所属のIan Ruddと共同ホストとしてNBAバスケットボールのポッドキャスト番組『Magic on the Blacktop』の配信を開始。
2020年10月：Twitchチャンネル『Premire Two（プレミア・トゥー）』の配信を開始。
2021年5月：人気YouTuberのAbroad in Japan（クリス・ブロード）と共演。同年9月、同氏のポッドキャストでゲストとして登場。

## 人物
- 日本で英会話講師としては小児から高齢者まで全年齢層を教えた経験がある。
- ゲーマーであり、主に欧米・日本のロールプレイングゲームをTwitchで実況している。日本のビデオゲームのファンでもあり、Twitchで実況された『スーパーマリオRPG』『テイルズ オブ アライズ』以外にも特に『ファイナルファンタジー』シリーズやスーパーファミコンのレトロゲームなどを好んでいる。
- 愛猫家であり、黒猫の「クポ」を飼っている。
- 日本の食べ物は、ラーメンが好きである。

## 出演

### テレビ（Cool Japan / NHK WORLD)
- Night (2014)
- Eggs (2014)
- Traffic Safety (2015)
- Primary Schools (2015)
- Green Tea (2015)
- Omakase (2015)
- Kanazawa (2015)
- Baseball (2015)
- Books (2016)
- Japanese Tableware (2016)
- Packaging (2017)
- Fishing (2017)
- Sweets and Snacks (2017)
- Ueno (2017)
- Dogs (2018)
- Senpai - Kohai Relationships (2018)
- Gyoza (2018)
- Repairs (2018)
- Regional Revitalization (2019)
- Sandwiches (2019)
- Tying (2019)
- Sneakers (2019)
- Engi (2020)
- Snow (2020)
- Medicine (2020)
- Oden (2020)
- Education (2021)
- Pork (2021)
- Big Questions for Japanese! Why doesn't the way people work change? (2021)
- Housing (2021)
- Qualifications (2021)
- Tare (2021)[1]